# 日ノ出町 (横浜市)
日ノ出町（ひのでちょう）は、神奈川県横浜市中区の町名。現行行政地名は日ノ出町1丁目および日ノ出町2丁目（字丁目）。住居表示は未実施。

## 地理
中区北部に、北東から南西にやや長い町域を持ち、北東側が1丁目となっている。南東側に大岡川が流れ、平戸桜木道路と京急本線が町内を縦断する。1丁目に日ノ出町駅があり、駅付近の日ノ出町交差点で平戸桜木道路と横浜駅根岸道路が交差する。1丁目は野毛町や福富町に近い歓楽街となっており、風俗店などが見られる。

## 歴史
1751年から1763年にかけての宝暦年間に埋め立てられ、久良岐郡太田村の一部となった。1859年（安政6年）の横浜港開港の際には、警備を命じられた福井藩越前松平家の松平茂昭が陣屋を置いた。その後陸軍用地となり、1871年（明治4年）に瑞祥地名を付した日ノ出町が新設された。1889年（明治22年）4月1日に横浜市に編入。1927年（昭和2年）10月に区制施行され、中区日ノ出町となる。翌1928年には町界町名地番整理事業が実施され、野毛町、宮川町、南太田町の各一部を編入し、一部を宮川町に編入した。

## 世帯数と人口
2025年（令和7年）6月30日現在（横浜市発表）の世帯数と人口は以下の通りである。
| 丁目          | 世帯数    | 人口    |
| ------------- | --------- | ------- |
| 日ノ出町1丁目 | 836世帯   | 1,301人 |
| 日ノ出町2丁目 | 538世帯   | 804人   |
| 計            | 1,374世帯 | 2,105人 |

### 人口の変遷
国勢調査による人口の推移。
| 年                 | 人口  |
| ------------------ | ----- |
| 1995年（平成7年）  | 992   |
| 2000年（平成12年） | 1,182 |
| 2005年（平成17年） | 1,250 |
| 2010年（平成22年） | 1,387 |
| 2015年（平成27年） | 1,871 |
| 2020年（令和2年）  | 2,122 |

### 世帯数の変遷
国勢調査による世帯数の推移。
| 年                 | 世帯数 |
| ------------------ | ------ |
| 1995年（平成7年）  | 535    |
| 2000年（平成12年） | 610    |
| 2005年（平成17年） | 667    |
| 2010年（平成22年） | 788    |
| 2015年（平成27年） | 1,079  |
| 2020年（令和2年）  | 1,255  |

## 学区
市立小・中学校に通う場合、学区は以下の通りとなる（2024年11月時点）。
| 丁目          | 番地 | 小学校               | 中学校                 |
| ------------- | ---- | -------------------- | ---------------------- |
| 日ノ出町1丁目 | 全域 | 横浜市立南吉田小学校 | 横浜市立横浜吉田中学校 |
| 日ノ出町2丁目 | 全域 | 横浜市立南吉田小学校 | 横浜市立横浜吉田中学校 |

## 事業所
2021年現在の経済センサス調査による事業所数と従業員数は以下の通りである。
| 丁目          | 事業所数  | 従業員数 |
| ------------- | --------- | -------- |
| 日ノ出町1丁目 | 103事業所 | 844人    |
| 日ノ出町2丁目 | 32事業所  | 233人    |
| 計            | 135事業所 | 1,077人  |

### 事業者数の変遷
経済センサスによる事業所数の推移。
| 年                 | 事業者数 |
| ------------------ | -------- |
| 2016年（平成28年） | 107      |
| 2021年（令和3年）  | 135      |

### 従業員数の変遷
経済センサスによる従業員数の推移。
| 年                 | 従業員数 |
| ------------------ | -------- |
| 2016年（平成28年） | 970      |
| 2021年（令和3年）  | 1,077    |

## その他

### 日本郵便
- 郵便番号：231-0066[3]（集配局：横浜港郵便局[18]）

### 警察
町内の警察の管轄区域は以下の通りである。
| 丁目          | 番・番地等 | 警察署         | 交番・駐在所 |
| ------------- | ---------- | -------------- | ------------ |
| 日ノ出町1丁目 | 全域       | 伊勢佐木警察署 | 黄金町交番   |
| 日ノ出町2丁目 | 全域       | 伊勢佐木警察署 | 黄金町交番   |

## 著名出身者
- 長谷川伸 ‐ 作家。町内の黄金橋は伸の大伯父の秀造（土木業者）が明治時代に独力で架けたのが最初[20]。

## 参考資料
- 『県別マップル 神奈川県広域・詳細道路地図』2006年4刷 昭文社 ISBN 9784398626998
- ちず丸（昭文社）2011年1月1日閲覧
- “横浜市町区域要覧” (pdf).   横浜市市民局 (2016年6月). 2023年6月6日閲覧。